# Rhyssemus imitator
Rhyssemus imitator är en skalbaggsart som beskrevs av Riccardo Pittino 1990. Rhyssemus imitator ingår i släktet Rhyssemus, vilken ingår i familjen Aphodiidae, och återfinns på Madagaskar. Inga underarter finns listade i Catalogue of Life.